# 李希光
李 希光（り きこう、生年不詳 - 556年）は、中国の北魏末から北斉にかけての軍人。本貫は渤海郡蓨県。

## 経歴
北魏の長広郡太守の李紹の子として生まれた。普泰元年（531年）、高乾の下で高歓の信都起兵に従った。中興元年（同年）、安南将軍・安徳郡太守に任じられた。後に長広郡公高湛の下で開府長史をつとめた。武定7年（549年）、高岳に従って潁川を平定し、義寧県開国侯に封じられた。潁州・梁州・南兗州の刺史を歴任した。北斉の天保年間、揚州刺史となった。洛州刺史となったともいう。
天保7年（556年）3月、希光は蕭軌・東方老・裴英起・王敬宝らとともに長江を渡って柵口に進出し、梁山に向かった。梁の帳内盪主黄叢の迎撃を受けて敗れ、前軍の船艦を焼かれた。軍を整えて蕪湖を保った。5月、秣陵故城に到達した。石頭城を襲撃して攻め落とした。6月、蕭軌らとともに鍾山の西で陳霸先率いる梁軍と戦い、長雨に遭って敗れ、捕らえられて殺害された。開府儀同三司・西兗州刺史の位を追贈された。
子に李子令があり、尚書外兵郎中となった。武平末年、通直散騎常侍の位を受けた。隋の開皇年間、易州刺史として死去した。

## 伝記資料
- 『北斉書』巻21 列伝第13
- 『北史』巻31 列伝第19